# Cassano Spinola
Cassano Spinola és un municipi situat al territori de la província d'Alessandria, a la regió del Piemont, (Itàlia).
Limita amb els municipis de Carezzano, Gavazzana, Novi Ligure, Pozzolo Formigaro, Sant'Agata Fossili, Sardigliano, Serravalle Scrivia, Stazzano i Villalvernia.

## Galleria fotografica

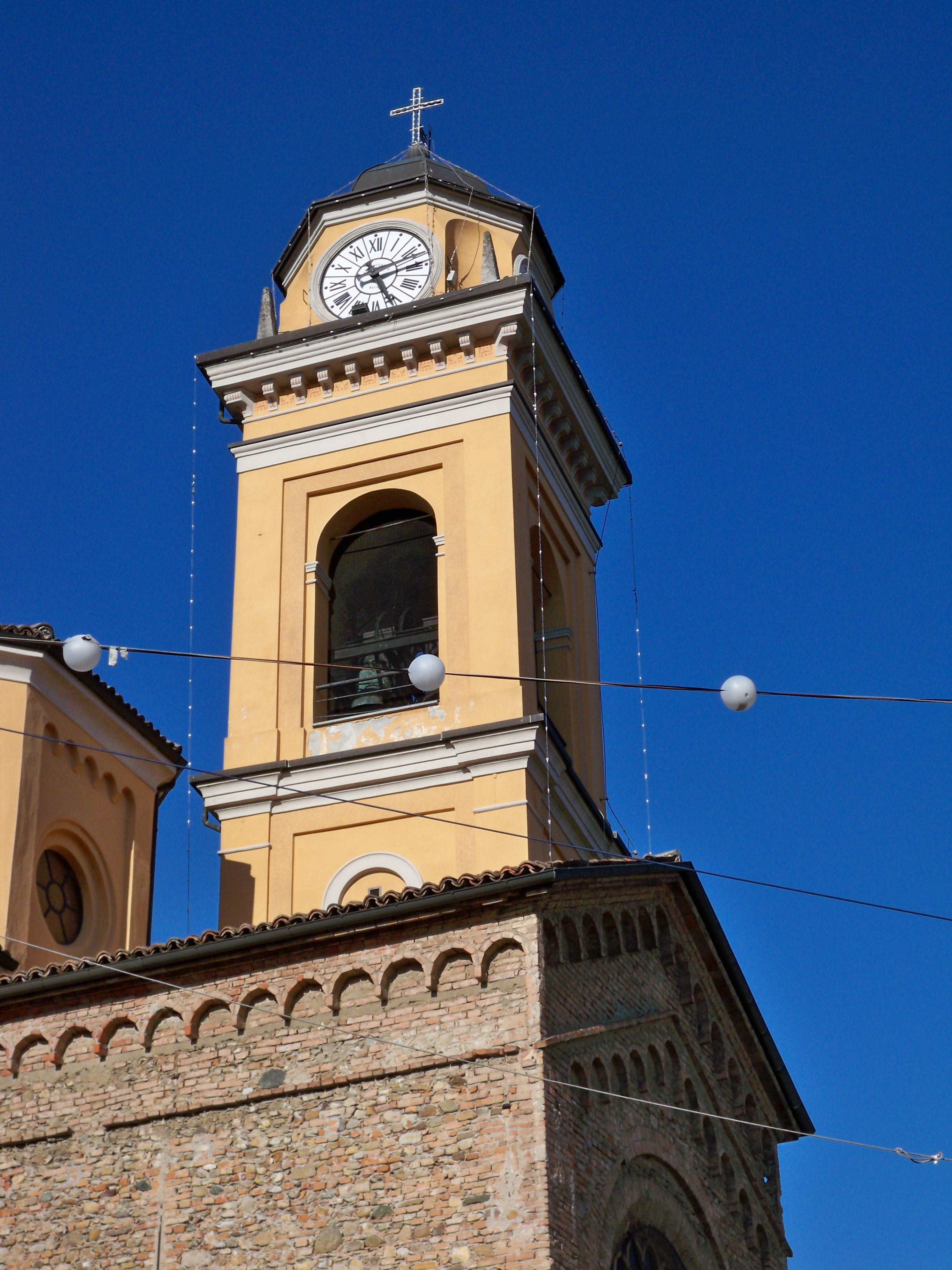
Campanar de l'església de Sant Pere